# Championnats d'Europe de tir à l'arc en salle 2025
Navigation
Édition précédente Édition suivante
Les Championnats d'Europe de tir à l'arc en salle 2025 sont la 21e édition des Championnats d'Europe de tir à l'arc en salle. Ils se déroulent du 17 au 23 février 2025 à Samsun, en Turquie.
Cette compétition comporte trois catégorie (arc classique , arc à poulies et arc nu) avec les deux divisions d'âge (senior et moins de 21 ans).
Un nombre maximum de trois athlètes par pays peut être inscrit dans chaque catégorie et division de l'événement.

## Participants
Au total, 235 compétiteurs des équipes nationales des 23 pays suivants étaient inscrits pour participer aux Championnats d'Europe 
1. Autriche (1)
2. Belgique (1)
3. Bulgarie (10)
4. Croatie (14)
5. Danemark (4)
6. France (12)
7. Îles Féroé (3)
8. Géorgie (8)
9. Grèce (4)
10. Irlande (1)
11. Islande (28)
12. Italie (32)
13. Lituanie (10)
14. Moldavie (9)
15. Pays-Bas (1)
16. Pologne (4)
17. Portugal (5)
18. Roumanie (13)
19. Saint-Marin (1)
20. Serbie (1)
21. Suisse (1)
22. Slovaquie (12)
23. Turquie (36)
24. Athlètes neutres (24)

## Résultats Séniors

### Classique
| Épreuves          | Or                                                               | Argent                                                            | Bronze                                              |
| ----------------- | ---------------------------------------------------------------- | ----------------------------------------------------------------- | --------------------------------------------------- |
| Individuel hommes | Ivan Banchev                                                     | Mete Gazoz                                                        | Arsalan Baldanov                                    |
| Par équipe hommes | Italie- Alessandro Paoli - Massimiliano Mandia - Matteo Borsani  | Turquie- Mete Gazoz - Abdullah Yıldırmış - Berkim Tümer           | Moldavie- Dan Olaru - Andrei Belici - Sergiu Sorici |
| Individuel femmes | Nurinisso Makhmudova                                             | Victoria Sebastian                                                | Lisa Barbelin                                       |
| Par équipe femmes | Italie- Chiara Rebagliati - Lucilla Boari - Roberta Di Francesco | Slovaquie- Denisa Baránková - Elena Bendíkova - Kristína Drusková | Turquie- Fatma Maraşlı - Gizem Özkan - Zeynep Köse  |

### À poulie
| Épreuves          | Or                                                       | Argent                                                              | Bronze                                                                          |
| ----------------- | -------------------------------------------------------- | ------------------------------------------------------------------- | ------------------------------------------------------------------------------- |
| Individuel hommes | Nicolas Girard                                           | Jozef Bosansky                                                      | Mathias Fullerton                                                               |
| Par équipe hommes | Italie- Alex Boggiatto - Marco Bruno - Michea Godano     | Pologne- Rafal Dobrowolski - Przemysław Konecki - Łukasz Przybylski | Danemark- Martin Damsbo - Mathias Fullerton - Martin Laursen                    |
| Individuel femmes | Elisa Roner                                              | Marcella Tonioli                                                    | Giulia Di Nardo                                                                 |
| Par équipe femmes | Italie- Marcella Tonioli - Elisa Roner - Giulia Di Nardo | Turquie- Hazal Burun - Ayşe Bera Süzer - Emine Rabia Oğuz           | Islande- Freyja Dís Benediktsdóttir - Eowyn Mamalias - Anna Maria Alfreðsdóttir |

### Arc nu
| Épreuves          | Or                                                             | Argent                                                                        | Bronze                                                                 |
| ----------------- | -------------------------------------------------------------- | ----------------------------------------------------------------------------- | ---------------------------------------------------------------------- |
| Individuel hommes | Ciprian Baican                                                 | Simone Barbieri                                                               | David Jackson                                                          |
| Par équipe hommes | Italie- Simone Barbieri - Ferruccio Berti - Giuseppe Seimandi  | France- Vincent Houdart - David Jackson - Jérôme Souchaud                     | Roumanie- Ciprian Baican - Alexandru Koteles - Ioan-Razvan Rusov       |
| Individuel femmes | Giulia Mantilli                                                | Kristina Maria Pruccoli                                                       | Cinzia Noziglia                                                        |
| Par équipe femmes | Italie- Alessandra Bigogno - Giulia Mantilli - Cinzia Noziglia | Roumanie- Florentina Cristina Bacin - Maria Loredana Mogos - Elena Topliceanu | Islande- Astrid Daxböck - Valgerdur Hjaltested - Guðbjörg Reynisdóttir |

## Tableau des médailles
| Rang  | Nation           | Or | Argent | Bronze | Total |
| ----- | ---------------- | -- | ------ | ------ | ----- |
| 1     | Italie           | 8  | 2      | 2      | 12    |
| 2     | France           | 1  | 2      | 2      | 5     |
| 3     | Roumanie         | 1  | 1      | 1      | 3     |
| —     | Athlètes neutres | 1  | 0      | 1      | 2     |
| 4     | Bulgarie         | 1  | 0      | 0      | 1     |
| 5     | Turquie          | 0  | 3      | 1      | 4     |
| 6     | Slovaquie        | 0  | 2      | 0      | 2     |
| 7     | Pologne          | 0  | 1      | 0      | 1     |
| 7     | Saint-Marin      | 0  | 1      | 0      | 1     |
| 9     | Danemark         | 0  | 0      | 2      | 2     |
| 9     | Islande          | 0  | 0      | 2      | 2     |
| 11    | Moldavie         | 0  | 0      | 1      | 1     |
| Total | Total            | 12 | 12     | 12     | 36    |